# Annette Island

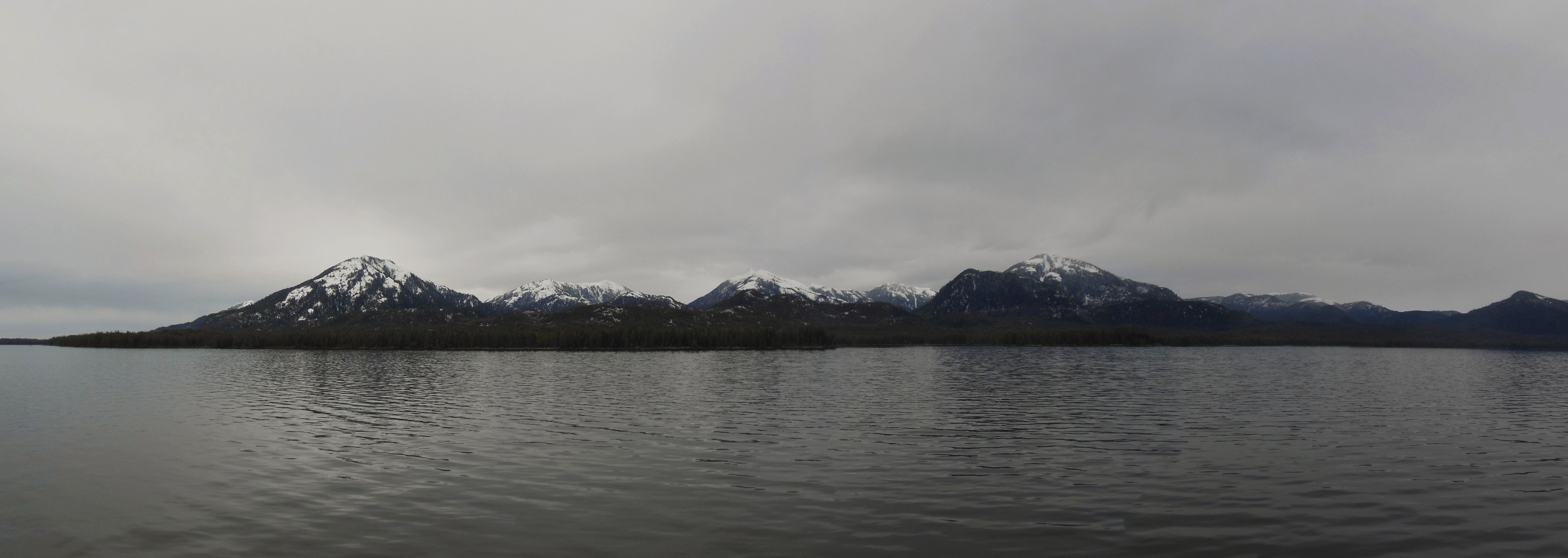
Panorama van het eiland

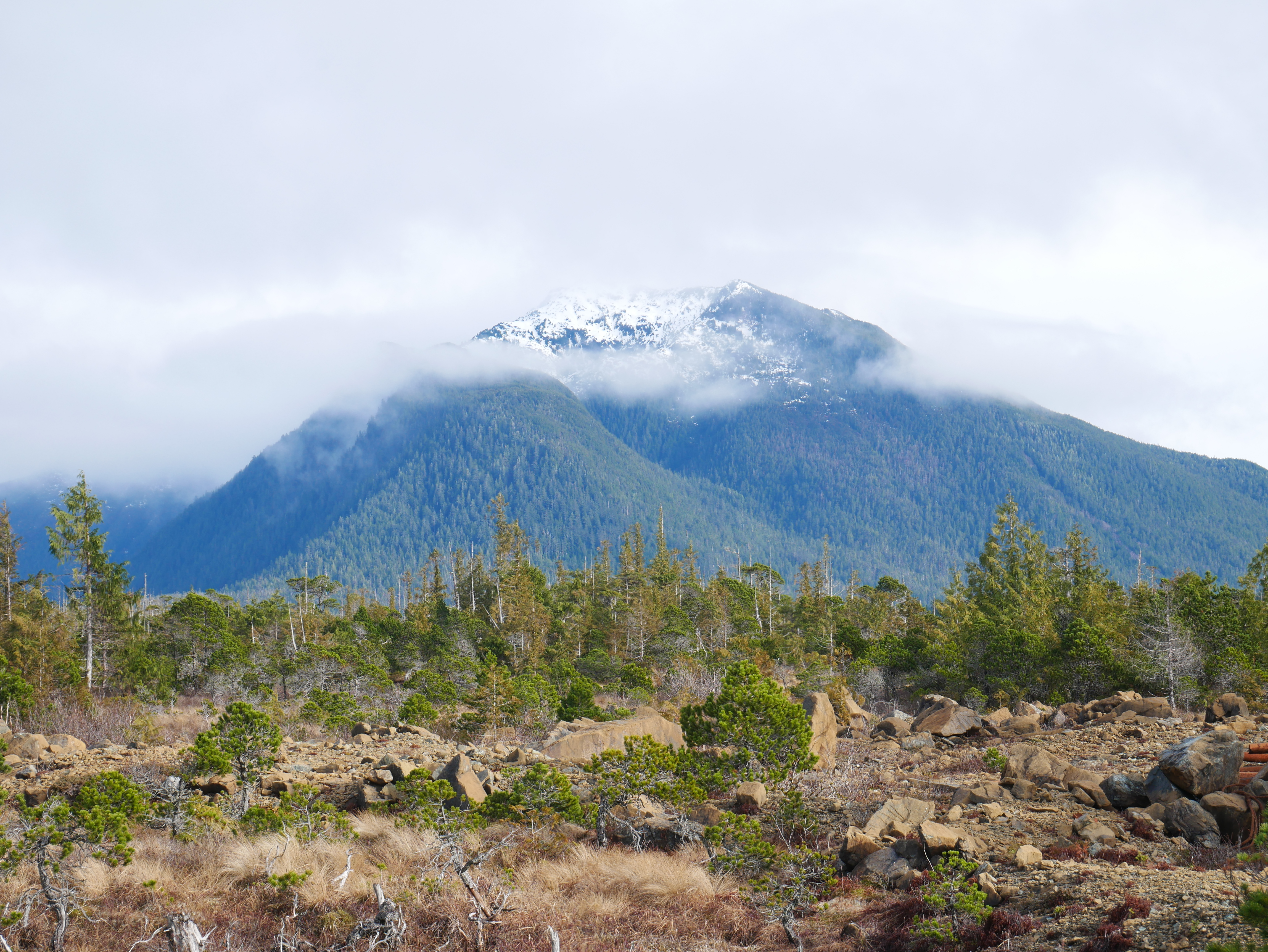
Landschap op het eiland

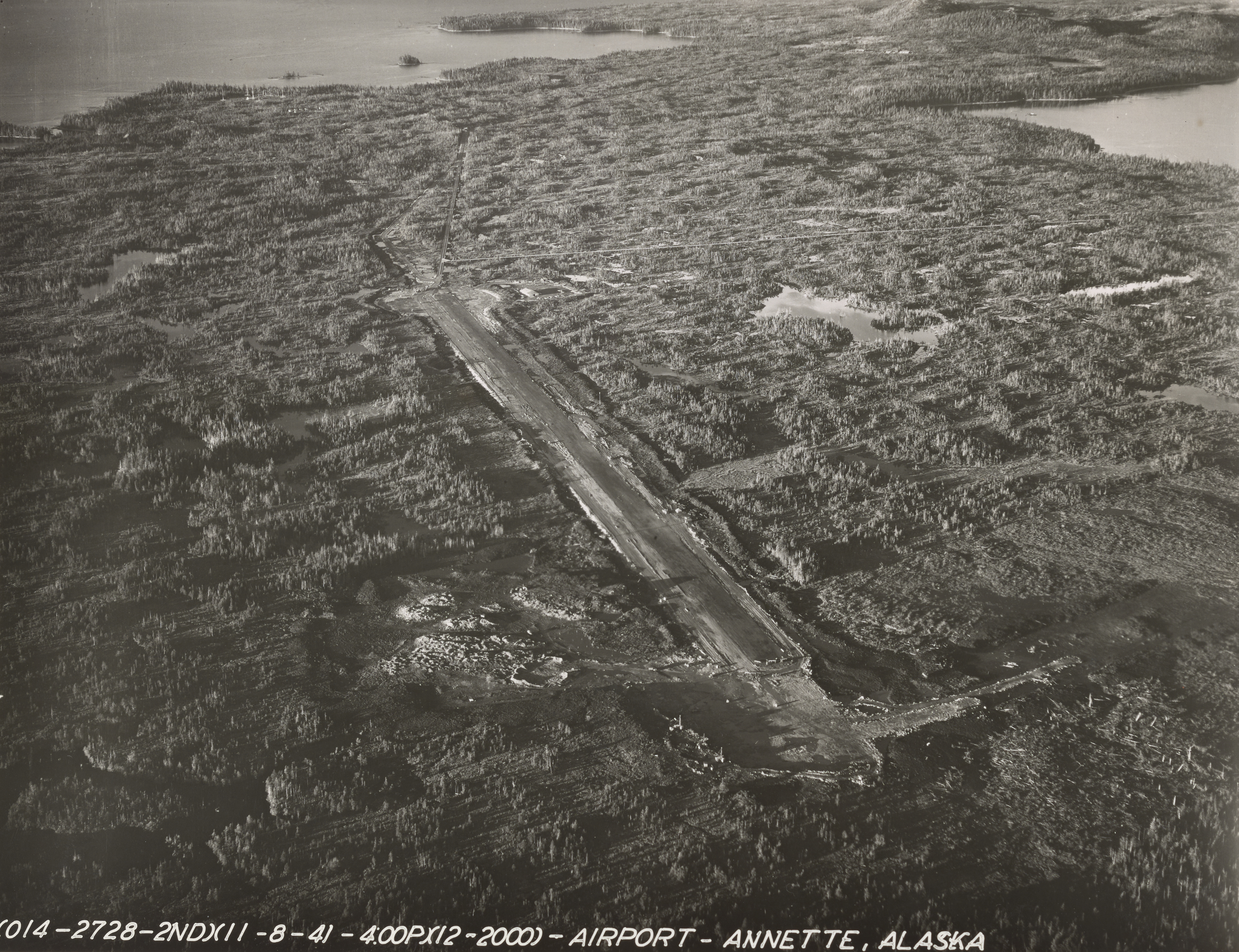
Vliegveld op het eiland

Annette Island (Tlingit: Tàakw.àani) is een eiland in de Alexanderarchipel in de Alaska Panhandle in het zuidoosten van Alaska in de Verenigde Staten. Het eiland is onderdeel van de eilandengroep van de Gravina Islands.

## Geografie
Het is ongeveer 18 kilometer lang en ongeveer 18 kilometer breed, met een landoppervlak van 332,573 vierkante kilometer. Ten oosten van het eiland ligt het Revillagigedo Channel met aan de overzijde het vasteland van Alaska, ten zuidoosten en zuiden ligt de Felice Strait met aan de overzijde Mary Island en Duke Island, in het westen ligt Clarence Strait met aan de overzijde Prins van Waleseiland, ten noordwesten ligt de Nichols Passage met aan de overzijde het Gravina Island en ten noorden liggen de Tongass Narrows met aan de overzijde het Revillagigedo Island. Ten zuiden van Annette Island liggen de Percy Islands en Hotspur Island.

## Geschiedenis
Het eiland werd in 1879 vernoemd door William Healey Dall, een Amerikaanse natuuronderzoeker en ontdekkingsreiziger in Alaska, ter ere van zijn vrouw Annette Whitney Dall.
De betekenis van de Tlingit-naam voor het eiland is winterplaats. Sinds het einde van de 19e eeuw is het de basis van het Annette Island Reserve van de Metlakatla Alaska Native Community, die voornamelijk bestaat uit Tsimshian-bevolking. Dit is het enige Indiaanse reservaat in Alaska, aangezien Metlakatla ervoor koos om hun land niet op te geven onder de Alaska Native Claims Settlement Act van de jaren 1970. In 2016 kozen ze Audrey Hudson als hun eerste Tribal Chairwoman.